# Pamela Sneed
Pamela Sneed es una poeta, artista de performance, actriz, activista y profesora estadounidense. Su libro, Funeral Diva, es una memoria en poesía y prosa sobre cómo crecer durante la crisis del sida. Fue ganadora del Premio Literario Lambda 2021 de poesía lésbica.

## Trayectoria
Sneed obtuvo una licenciatura en Artes de Lang College en The New School y una Maestría en Bellas Artes en Arte y Performance de Nuevos Medios en 2008 en la Universidad de Long Island.
Sneed ha realizado lecturas y presentaciones en Nueva York, en la Ciudad de México, en Londres, en Glasgow, en Manchester y en Berlín. También encabezó el Festival New Work Now en Joe's Pub / Teatro Público del Festival de Shakespeare de Nueva York en 2005. En 2018 fue presentadora de la 30ª edición de los Premios Literarios Lambda.
Sneed también participó en Dyke TV, un programa de televisión lésbico transmitido a nivel nacional, desde sus inicios en 1993. Apareció semanalmente en el programa como presentadora de la sección artística hasta 1996.
En 2016, Sneed apareció en el vídeo de la canción Execution de la cantante Anohni en su gira mundial HOPELESSNESS.

## Carrera académica
Sneed, autodeclarada lesbiana,enseñó canto, interpretación y escritura autobiográfica en la Universidad de Long Island. En los cursos 2012-2014 enseñó escritura para interpretación solista y actuación solista en elSarah Lawrence College.  Fue crítica visitante en 2017 en la Universidad de Yale y en la Universidad de Columbia. También ha sido profesora en la Escuela de Artes de la Universidad de Columbia. Desde 2020 es profesora en línea en el programa de Maestría en Bellas Artes de baja residencia de la School of the Art Institute of Chicago.
Sneed ha sido mentora de otros escritores, incluido un dúo con el poeta Tommy Pico en el año inaugural 2011-2012 del programa Queer/Art/Mentors fundado por el cineasta Ira Sachs.   Posteriormente, fue mentora de Heather Lynn Johnson y Erica Cardwell.

## Funeral Diva(2020)
City Lights Bookstore publicó las memorias de Sneed, Funeral Diva, un libro de poesía y prosa en 2020. El libro documenta la vida en medio de la crisis del SIDA y se centra específicamente en las experiencias de las mujeres negras queer.
El libro ganó el Premio Literario Lambda 2021 de poesía lésbica.

## Obras

### Memorias
- Funeral Diva, City Lights Publishers, 2020.

### Poesía
- Imagine Being More Afraid of Freedom Than Slavery (Henry Holt, 1998)
- Kong en la antología The Best Monologues from Best American Short Plays (2006)[19]
- KONG And Other Works (Vintage Entity Press, 2009)
- Parable of the Sower en la antología The 100 Best African American Poems, editado por Nikki Giovanni (Sourcebooks, 2010)[20]
- Lincoln (2014)[21]
- Survivor 2014 en la antología en Nepantla: An Anthology of Queer Poets of Color, editado por Christopher Solo (Nightboat Books, 2018)[22][23]
- Born Frees  publicado en Poets.org (2019)[24]
- Never Again publicado en Poets.org (2020)[24]
- I Can't Breathe publicado en Poets.org (2020)[24]